# Serbiens bandyfederation
Serbiens bandyfederation är det styrande organet för bandy och rinkbandy i Serbien. Huvudkontoret ligger i Kragujevac. Serbiens bandyfederation grundades 2006 och blev medlem i Federation of International Bandy samma år.